# سیاچقا
سیاچقا روستایی سرسبز با آب و هوای کوهستانی است که در ۲۵ کیلومتری جاده اراک- ملایر واقع شده. این روستا در مجاورت دو تپه باستانی چقا و تپه پری (با نام محلی قلا بلنده) قرار دارد.
طول و عرض جغرافیایی روستا به ترتیب عبارتند از:
Longitude: ۴۹° ۰'۳۶٫۷۸" E
Latitude: ۳۴° ۸'۳۷٫۰۴" N